# NFV-Futsal-Liga
Die NFV-Futsal-Liga ist eine der dritthöchsten Männerfutsal-Spielklassen im Ligasystem in Deutschland und die höchste Spielklasse im Männerbereich des Niedersächsischen Fußballverbandes (NFV).

## Teilnehmer
In der Saison 2021/22 nehmen sieben Mannschaften an der NFV-Futsal-Liga teil:
- Hannover 96 II
- Hannover 96 III
- BSC Acosta Braunschweig
- Polizei SV Hannover
- BW Hollage
- VT Rinteln II
- GVO Oldenburg

## Mannschaften in höheren Ligen
| Hierarchie | Liga                     | Anzahl | Mannschaften                                          |
| ---------- | ------------------------ | ------ | ----------------------------------------------------- |
| I          | Futsal-Bundesliga        | 0      | /                                                     |
| II         | Futsal-Regionalliga Nord | 1      | Hannover 96, VfL Oldenburg, Buchholzer FC, VT Rinteln |